# Túnel pedonal dos Congregados

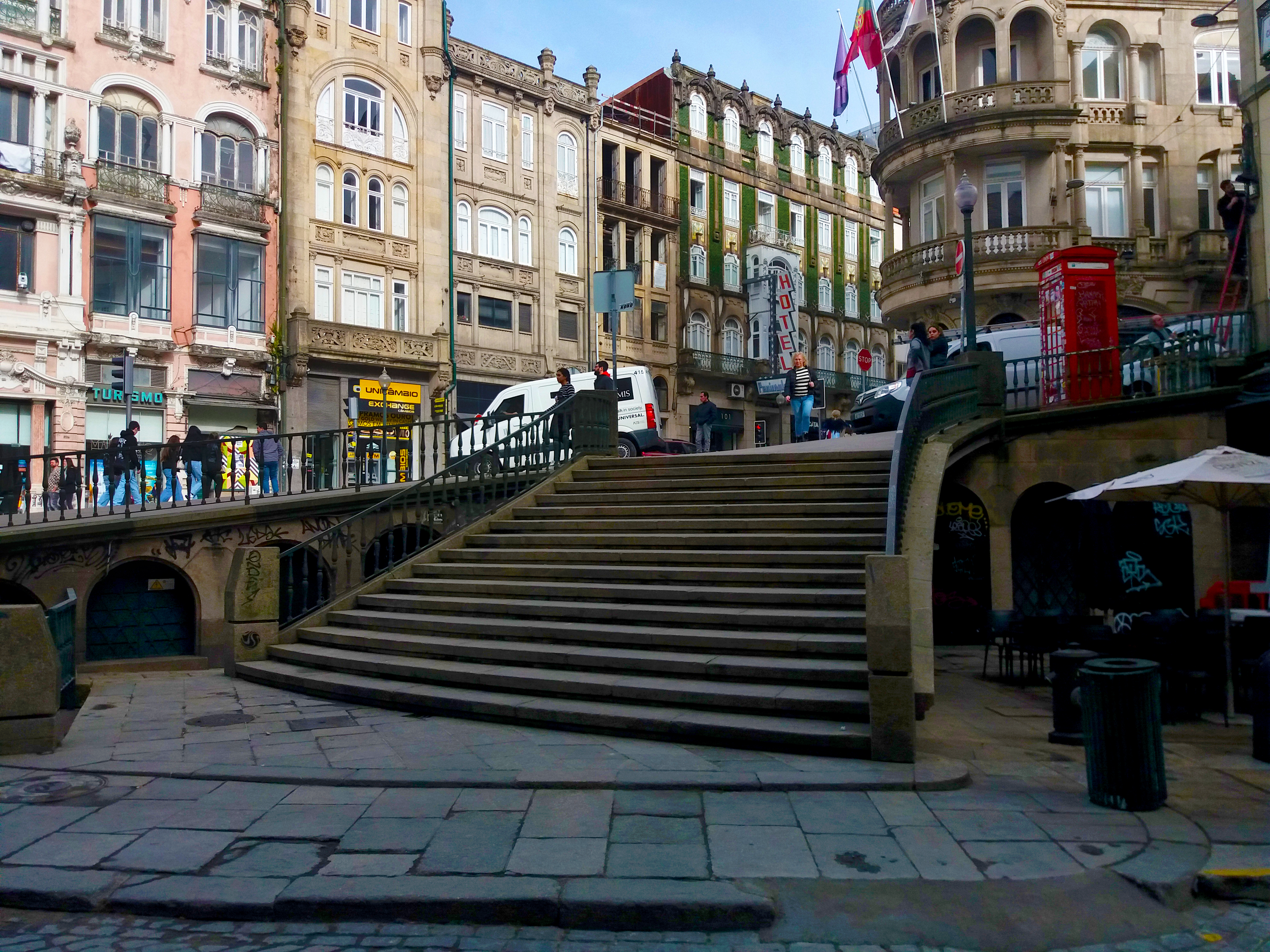
Escadaria ao lado da entrada para o túnel nas últimas semanas antes de ser demolida

O Túnel pedonal dos Congregados foi um túnel criado em 1964 para tentar remover os peões das ruas da Baixa do Porto e facilitar o trânsito da zona. No interior, havia fraca iluminação, porém eram comuns os quiosques e costumava estar aí um cego pedinte a tocar acordeão. Depois da conclusão da linha amarela do metro, em 2005, os espaços públicos da zona foram reabilitados segundo o desenho do arquiteto Siza Vieira, tendo desaparecido a maior parte das entradas para o túnel. Sobrou apenas a entrada ao lado da Estação de São Bento, que, como planeado, acabou por ser demolida em 2023 para ser aproveitada para a nova linha rosa do metro.